# Antiphrisson koo
Antiphrisson koo là một loài ruồi trong họ Asilidae. Antiphrisson koo được Lehr miêu tả năm 1986. Loài này phân bố ở vùng Cổ Bắc giới.